# Paluda
Paluda  (лат.) — род цикадок из отряда Полужесткокрылых.

## Описание
Цикадки размером 4-5 мм. Стройные, с тупоугольно-закругленно вступающей вперед головой. Переход лица в темя закруглен. В СССР 3 вида.
- Paluda flaveola (Boheman, 1845) — Дальний Восток.